# (2637) Bobrovnikoff
(2637) Bobrovnikoff es un asteroide perteneciente al cinturón de asteroides, descubierto el 22 de septiembre de 1919 por Karl Wilhelm Reinmuth desde el Observatorio de Heidelberg-Königstuhl, Alemania.

## Designación y nombre
Designado provisionalmente como A919 SB. Fue nombrado Bobrovnikoff en honor al astrónomo estadounidense Nicholas T. Bobrovnikoff.